# سحر ظهوری
سحر ظهوری (متولد ۱۳۶۵) بازیکن ایرانی دارت است. او اولین بازیکن ایرانی است که موفق به کسب مدال در مسابقات جهانی دارت شده‌است.

## افتخارات
سحر ظهوری در مسابقات انفرادی زنان فدراسیون جهانی دارت در جام ملت‌های آسیا و اقیانوسیه در کوالالامپور برنده مدال نقره شد (۲۰۰۶). وی در مسابقات دارت قهرمانی زنان ایران در سال ۲۰۰۸ مقام اول را کسب کرد.